# Franco Carraro

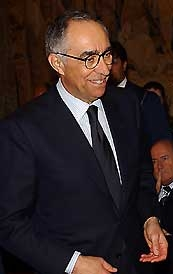
Franco Carraro als italienischer Minister für Tourismus (2003)

Franco Carraro (* 6. Dezember 1939 in Padua) ist ein italienischer Sportfunktionär und Politiker (PSI). Er trat insbesondere im italienischen Fußball und als IOC-Mitglied in Erscheinung.

## Laufbahn
Carraro trat Ende der 1950er Jahre als Sportler erstmals überregional in Erscheinung, als er europäische Titel im Wasserski gewann. Alsbald engagierte er sich in dieser Sportart auf Funktionärsebene und war für die Federazione Italiana Sci Nautico, den italienischen Wasserskiverband, tätig. 1967 rückte er nach dem Tod seines Vaters Luigi Carraro als dessen Nachfolger zum Präsidenten des AC Mailand auf. In seine Amtszeit fiel der Gewinn des Europapokal der Landesmeister 1968/69 unter Trainer Nereo Rocco nach einem 4:1-Endspielerfolg gegen Ajax Amsterdam, dem der Weltpokalgewinn gegen den argentinischen Vertreter Estudiantes de La Plata folgte.
Nachdem Carraro 1971 sein Amt bei Milan an Federico Sordillo abgegeben hatte, übernahm er 1973 von Aldo Stacchi das Präsidentenamt der Lega Calcio. Drei Jahre lang leitete er die Geschicke des italienischen Ligaverbandes, ehe er 1976 Artemio Franchi als Präsident der Federazione Italiana Giuoco Calcio beerbte. Nach zwei Jahren wechselte er erneut den Posten, da er dem langjährigen Vorsitzenden des Comitato Olimpico Nazionale Italiano Giulio Onesti folgte. Bis 1987 stand er dem Nationalen Olympischen Komitee Italiens vor und war ab 1982 Mitglied des IOC. 1986 rückte er zudem ins Organisationskomitee für die Weltmeisterschaft 1990 auf.
1987 folgte Carraro dem Ruf aus der Landespolitik und wurde unter Ministerpräsident Giovanni Goria Tourismusminister. Als nach 260 Tagen die Regierung zerbrach blieb er dem neuen Ministerpräsidenten Ciriaco De Mita in selber Funktion erhalten. Auch nach der Regierungsübernahme durch Giulio Andreotti im Juli 1989 blieb er zunächst im Amt, obwohl er zum Bürgermeister der Stadt Rom gewählt worden war. Im Februar 1990 wurde er jedoch durch Carlo Tognoli als Minister ersetzt. 1993 verlor er die Bürgermeisterwahl in Rom gegen Francesco Rutelli.
Carraro kehrte als Funktionär in den Fußball zurück. 1997 übernahm er erneut das Präsidentenamt der Lega Calcio, das er bis zu erneuten Wahl zum Verbandspräsidenten 2001 ausübte. In dieser Funktion wurde er 2004 Mitglied des Exekutivkomitees der UEFA. 2006 musste er aufgrund des Calciopoli-Skandal von seinen Ämtern in Italien zurücktreten. Zunächst verurteilte ihn der italienische Verband zu viereinhalb Jahren Berufsverbot, später wurde die Strafe auf Zahlung von 80.000 € umgewandelt.
Carraro blieb davon unberührt bis 2009 bei der UEFA im Amt. Nachdem die italienische Bewerbung zur Austragung der Europameisterschaft 2012 gescheitert war, stand er in seinem Heimatland in der Kritik. Schließlich gab er sein Amt zugunsten des seit 2007 amtierenden Präsidenten des italienischen Fußballverbandes Giancarlo Abete auf. 2008 war er zudem aus dem IOC ausgeschieden.
Carraro saß zwischen 1994 und 1999 im Vorstand des Bauunternehmens Impregilo, bis 2002 gehörte er dem Aufsichtsrat an. 1999 bis 2000 gehörte er als Vizepräsident der Leitung des Bankhauses Mediocredito an.